# Oleg Kharuk
 (mars 2022).
La mise en forme du texte ne suit pas les recommandations de Wikipédia : il faut le « wikifier ».
Les points d'amélioration suivants sont les cas les plus fréquents :
- Les titres sont pré-formatés par le logiciel. Ils ne sont ni en capitales, ni en gras.
- Le texte ne doit pas être écrit en capitales (les noms de famille non plus), ni en gras, ni en italique, ni en « petit »…
- Le gras n'est utilisé que pour surligner le titre de l'article dans l'introduction, une seule fois.
- L'italique est rarement utilisé : mots en langue étrangère, titres d'œuvres, noms de bateaux, etc.
- Les citations ne sont pas en italique mais en corps de texte normal. Elles sont entourées par des guillemets français : « et ».
- Les listes à puces sont à éviter, des paragraphes rédigés étant largement préférés. Les tableaux sont à réserver à la présentation de données structurées (résultats, etc.).
- Les appels de note de bas de page (petits chiffres en exposant, introduits par l'outil «  Source ») sont à placer entre la fin de phrase et le point final[comme ça].
- Les liens internes (vers d'autres articles de Wikipédia) sont à choisir avec parcimonie. Créez des liens vers des articles approfondissant le sujet. Les termes génériques sans rapport avec le sujet sont à éviter, ainsi que les répétitions de liens vers un même terme.
- Les liens externes sont à placer uniquement dans une section « Liens externes », à la fin de l'article. Ces liens sont à choisir avec parcimonie suivant les règles définies. Si un lien sert de source à l'article, son insertion dans le texte est à faire par les notes de bas de page.
- La présentation des références doit suivre les conventions bibliographiques. Il est recommandé d'utiliser les modèles {{Ouvrage}}, {{Chapitre}}, {{Article}}, {{Lien web}} et/ou {{Bibliographie}}. Le mode d'édition visuel peut mettre en forme automatiquement les références.
- Insérer une infobox (cadre d'informations à droite) n'est pas obligatoire pour parachever la mise en page.

Pour une aide détaillée, merci de consulter Aide:Wikification.
Si vous pensez que ces points ont été résolus, vous pouvez retirer ce bandeau et améliorer la mise en forme d'un autre article.
Oleg Kharouk (en russe : Олег Харук), né le 29 juin 1969 à Sverdlovsk dans la région de Luhansk en actuel Ukraine), est un producteur de télévision, écrivain, pilote de course et pilote de classe GT4 dans le championnat d'Europe de course automobile 2018.
Il est le fondateur de la société LEOMAX et le lauréat de la nomination Retail pour le prix de l'entrepreneur international de l'année 2016 en Russie,.

## Éducation
En 1993, il est diplômé de l'Université des Mines de l'État de Moscou avec un diplôme d'ingénieur.
Diplômé en 1999 de l’Institut Trebas de Télévision et Cinématographie, à Toronto (Canada), avec un diplôme de producteur de cinéma et de télévision.

## Activité de producteur
En janvier 2001, Haruk a organisé un téléthon de 24 heures en soutien aux victimes du tremblement de terre à Gujarat, en Inde. Le marathon a été suivi par des artistes et des politiciens célèbres du Canada, dont le premier ministre du Canada Jean Chrétien.
Après avoir travaillé chez ATN, Kharuk a produit l'émission télévisée «Saturday Morning» et a produit des tournées de concerts d'artistes Russes au Canada. Après être retourné en Russie en 2006, il a fondé quelques années plus tard la chaîne de télévision Style and Fashion. Le rédacteur en chef de la chaîne était le célèbre styliste Valentin Ioudachkine,,.
Kharuk a été le producteur de la série humoristique de 60 épisodes sur les coulisses de la télévision «Our Home Shop» pour la chaîne de télévision Domashny.
En 2020, Oleg a écrit le livre «Hustlers in Paradise» dans le genre d'un roman d'aventure.

## Activité entrepreneuriale
Oleg Kharuk est le fondateur de LEOMAX, l'une des plus grandes sociétés de commerce électronique en Russie. En 2013, la société d'investissement One Equity Partners, une division de la JP Morgan, a fait une offre pour acheter une participation de 51% dans LEOMAX, valorisant la société à hauteur de 280 millions de dollars, mais l'accord n'a jamais été conclu.
Depuis 2018, Haruk investit dans des startups de commerce électronique, de finance, de robotique et d'intelligence artificielle.

## Carrière sportive
Depuis 2015, Oleg participe régulièrement à des compétitions d'endurance de triathlon - Ironman (Iron Man).
2016 - 2018, pilote au Championnat de Russie en classe Touring.
En 2018 - le pilote du championnat d'Europe de course automobile dans la classe GT4.
En 2017 - Vainqueur de la course automobile de 4 heures du Baltic States Championship (Touring).
En 2018 - Vainqueur de la Gulf 12 Hour Auto Race de 2018 à Abu Dhabi (GT4),,,.

## Œuvre de charité
Oleg Kharuk est le fondateur de la St. Nicholas Charitable Foundation, qui vient en aide aux sans-abris à Moscou. Durant l'hiver 2014, la Fondation a aidé plus de 8 000 sans-abris en leur offrant un abri, de la nourriture et des soins médicaux.
En 2014, la Fondation a financé le rallye automobile Nadezhda. Au cours de la course de 16 jours, des points de distribution de vêtements, de chaussures, de médicaments et de nourriture pour les sans-abris ont été organisés dans 10 villes de Russie.

## Titres et récompenses
En 2016, Kharuk a remporté le concours international de l'entrepreneur de l'année en Russie dans la nomination Retail.

## Vie privée
Oleg Kharuk vit à Londres, en Angleterre. Il est marié et a trois enfants.